# Aeroportul Sasstown
Aeroportul Sasstown (IATA: SAZ, ICAO: GLST) este un aeroport din Liberia ce deservește zona Sasstown⁠(d). A fost numit după zona deservită.
Situat la o altitudine de 2 m, aeroportul dispune de o singură pistă.